# Государство Шейбанидов
Государство Шейбанидов (узб. Shayboniylar davlati) — название применяемое некоторыми историками по отношению к Бухарскому ханству, на территории Мавераннахра и Южного Туркестана, и основанное в 1500 году Мухаммедом Шейбани из узбекской династии Шейбанидов. Династия правила вплоть до 1601 года.
Мухаммед Шейбани в 1499 году начал завоевание Мавереннахра и в 1500—1501 годы завоевав Самарканд, объявил его столицей своего государства. А в 1507 году он окончательно установил свою власть над всем Мавереннахром и Хорасаном. В 1510 году войска Мухаммеда Шейбани были разбиты под Мервом иранским шахом Исмаилом I Сафави, а сам он был убит.
Последний правитель династии Шейбанидов Пирмухаммед-хан II не сумел справиться с наступившей анархией и вскоре погиб в междоусобной борьбе.
Эпоха правления Шейбанидов характеризуется расцветом культуры. При них были сооружены многие памятники архитектуры Узбекистана.

## Население и языки
Нет достоверных данных о численности населения государства. По предположениям, в государстве проживало в среднем несколько миллионов человек. Согласно исследованиям, число переселившихся кочевых узбеков Мавераннахра в начале XVI века составило от 300 до 500 тысяч. Национальный состав был довольно смешанным. В городах проживало в основном персоязычное население. Большинство дехкан (крестьян) также являлось тюркоязычными и персоязычными. Часть из них называли себя узбеками, «таджиками», туркменами, казахами, персами, арабами. Персидский язык считался языком делопроизводства, интеллигенции, культуры, поэзии и частично религии. В государстве также проживали тюрки, узбеки, казахи, туркмены и др. Тюркский язык являлся в основном языком делопроизводства, дворца, поэзии, военного дела, а также основным языком многочисленного войска государства, костяк которого составляли тюрки-узбеки. Также большую роль имел в государстве арабский язык, который являлся основным языком религии.
Во второй половине XVI века на территории государства Шейбанидов упоминаются такие узбекские племена как: ширин, кераит, катаган, алчин, хитай, минг, бахрин, джалаир, утарчи, кангли, кунграты, дурманы, кушчи, маджары, кенагасы.

## История и поэзия

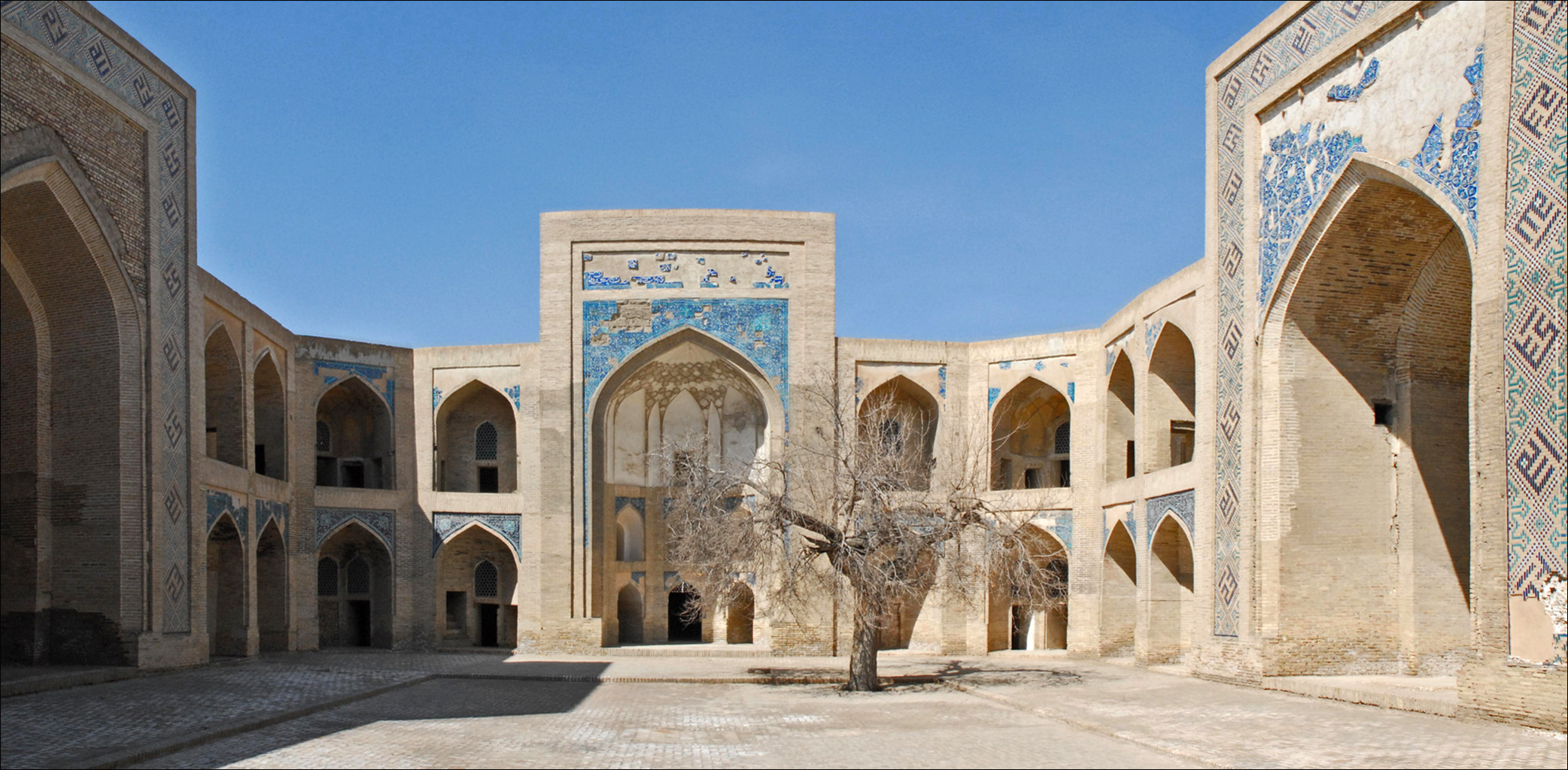
Двор медресе Модарихон в Бухаре, названного в честь матери шейбанидского хана Абдуллахана II

При правлении Абдулатиф-хана в официальной документации использовался не только персидский, но и узбекский язык.

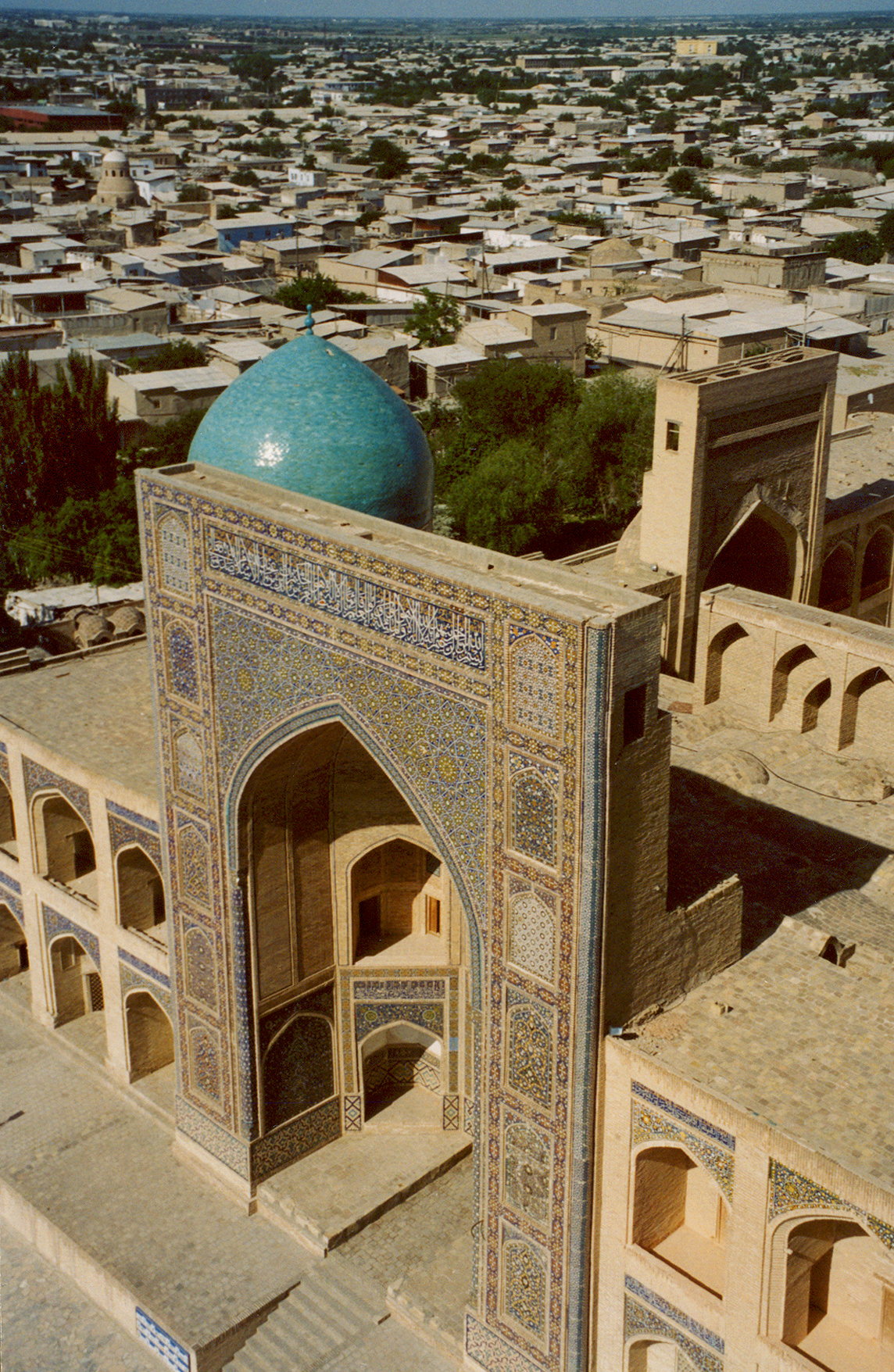
Главный портал медресе Мири Араб в Бухаре. Вид с минарета Калян

В эпоху Шейбанидов развивалась поэзия, литература и история на тюркском языке. Среди тюркских историков можно выделить Абдулла Насруллахи. Шейбани-хан увлекался поэзией и писал стихи на тюркском языке. До нас дошёл сборник его стихотворений. Есть данные источников, что Шейбани-хан писал стихи и на тюркском, и на персидском языках. Диван стихов Шейбани-хана, написанный на среднеазиатском тюркском литературном языке в настоящее время хранится в фонде рукописей Топкапи в Стамбуле. Он состоит из 192 страниц. Рукопись его философско-религиозного произведения: «Бахр ул худо», написанное на среднеазиатском тюркском литературном языке в 1508 году находится в Лондоне. Шейбани-хан писал стихи под псевдонимом «Шибани». Шейбани-хану написал прозаическое сочинение под названием «Рисале-йи маариф-и Шейбани». Оно было написано на чагатайском языке в 1507 г. вскоре после захвата им Хорасана и посвящено сыну, Мухаммаду Тимуру (рукопись хранится в Стамбуле). Убайдулла-хан был очень образованным человеком, мастерски декламировал Коран и снабдил его комментариями на тюркском языке, был одаренным певцом и музыкантом. С именем Убайдуллы-хана связано образование самого значительного придворного литературного круга в Мавераннахре первой половины XVI столетия. Убайдулла сам писал стихи на тюркском, персидском и арабском языках под литературным псевдонимом Убайдий. До нас дошел сборник его стихотворений.
Убайдулла-хан был автором таких дидактических поэм как «Сабрнома», «Шавкнама» и «Гайратнама». Его своеобразный путь в литературе заключается во включении в своё творчество литературных жанров хикмат и йар-йар. Он написал комментарий к Корану на тюркском языке. Его считают основателем первой настоящей китабхане в Бухаре, в стенах которой был создан своеобразный бухарский стиль миниатюрной живописи. Он был развит при наследниках Убайдуллы-хана и получил название Бухарской школы.
До нас дошел список стихотворения Убайдуллы «Диван-и Убайди» (рукопись хранится в Лондоне, в Британском Музее), переписанный по его указанию знаменитым гератским каллиграфом Султан-Али Машхади. Перу Убайдуллы принадлежит тафсир на среднеазиатском тюрки «Кашшаф-и фазаил» («Толкователь мудрости»), а в рукописном фонде Института Востоковедения Республики Узбекистан хранится список «Куллийат-и Убайди», содержащий стихи Убайдуллы на арабском, персидском и тюркском языках.

### Религия
Шейбаниды как и большая часть населения Мавераннахра придерживались суннитского мазхаба ислама. В государстве существовало немало приверженцев суфизма, а также различных тарикатов, особенно тарикатов Яссавия и Накшбандия. Шейбаниды считали себя «защитниками подлинного ислама», и враждебно относились к шиизму, который в 1501 году стал господствующим в соседнем Государстве Сефевидов. Из-за религиозных противоречий, государства Шейбанидов и Сефевидов практически за все время существования враждовали и соперничали между собой. С 1510 года по 1570 год между этими государствами и династиями произошли несколько десятков столкновений и сражений. Сефевиды пытались покончить с Шейбанидами и утвердить шиитский ислам в Мавераннахре, а Шейбаниды наоборот оборонялись стараясь сохранить суннизм в Хорасане.

### Внешняя политика
Главным геополитическим и религиозным соперником и врагом Шейбанидов являлось Государство Сефевидов, где господствовал шиизм. Несмотря на то, что в обоих государствах доминирующим языком являлся персидский, а во главе государств стояли тюркские тюркоязычные династии, отношения между этими двумя государствами оставались напряженными из-за только религиозных различий и противоречий.
С Государством Сефевидов с запада соперничала Османская империя, с которой между Государством Шейбанидов и Османской империей сложились прочные дипломатические связи и союзнические отношения. Османская империя поддерживала Шейбанидов в их борьбе за господство в Хорасане, который занимал крайнюю северо-восточную часть Государства Сефевидов, и не попадала в орбиту геополитических притязаний Османской империи. Между государствами курсировали караваны и купцы, во дворы к обоим правителям прибывали послы.
С северо-западным соседом — с Государством Хорезм были разные отношения. В разные периоды, отношения то улучшались, то ухудшались по причине разных событий и факторов. Также, Шейбаниды поддерживали отношения с Империей Мин. Есть достоверные сведения о прибытии в 1536 году шейбанидских послов ко двору императора Цзяцзин. Поддерживались теплые отношения с Казахским ханством, а также отношения с Государством Ширваншахов.

## Шейбаниды и восприятие личности Тимура
Хотя Шейбаниды принадлежали к другой династии, личность Тимура воспринималась им как великий государь в истории Турана и некоторые из них старались ему подражать. Например, летописец Абдулла-хана Хафиз Таныш Бухари писал о походе 1582 года: «Повелитель ['Абдаллах-хан], величественный, как небо, поднялся на вершину той горы (горы, где был Тимур в 1391 году) и окинул взором бескрайний простор, длину и ширину которого знает [только] господь. [Хан] стоял [здесь] в тот день до полуденного намаза и направил свои помыслы на то, чтобы воины собрали много камней и построили в этой высокой величественной местности высокую мечеть, чтобы на страницах времени запечатлелась память о высоких деяниях и славных делах того могущественного падишаха, подобно тому, как государь, чье место в раю, полюс мира и веры Эмир Тимур-курэкан, милость и благословение над ним, во время похода против Тохтамыша-хана дошел до Улуг-Тага, в течение одного дня на вершине его поднимал знамя стоянки и приказал славному войску собрать много камней с окраин и воздвигнуть сооружение, напоминающее минарет. Каменотесы начертали [на нем] дату пребывания его величества в этой местности…»

## Правители Мавераннахра из узбекской династии Шейбанидов
| Титул                                                                               | Правитель | Период    |
| ----------------------------------------------------------------------------------- | --- | --------- |
| Хан خان‎ Абу-ль-Фатх ابو الفتح‎                                                       | Шах-Бахт Мухаммед ибн Шах-Будаг ибн Абулхайр-хан محمد شایبک خان ابن شاہ بداغ خان ابن ابو الخیر خان‎                | 1500—1510 |
| Верховный хан خان العليا‎                                                            | Суюнчходжа ибн Абулхайр-хан سوينخوخا خان بن أبو الهير خان‎                                                         | 1511—1512 |
| Верховный хан خان العليا‎                                                            | Кучкунджи ибн Абулхайр-хан کچھکنجو محمد بن ابو الخیر خان‎                                                          | 1512—1530 |
| Верховный хан خان العليا‎ Музаффар ал-Дин مظفر الدین‎                                 | Абу Саид-хан ибн Кучкунджи ибн Абулхайр-хан ابو سعید بن کچھکنجو ‎                                                  | 1530—1533 |
| Верховный хан خان العليا‎ Абуль-Газы ابو الغازی‎                                      | Убайдуллах ибн Махмуд ибн Шах-Будаг ибн Абулхайр-хан عبید الله بن محمود بن شاه بداغ‎                               | 1533—1540 |
| Верховный хан خان العليا‎                                                            | Абдуллах ибн Кучкунджи ибн Абулхайр-хан عبد الله بن کچھکنجو ‎                                                      | 1540      |
| Верховный хан خان العليا‎                                                            | Абдуллатиф ибн Кучкунджи ибн Абулхайр-хан عبد اللطیف بن کچھکنجو ‎                                                  | 1540—1551 |
| Верховный хан خان العليا‎                                                            | Навруз Ахмад ибн Суюнчходжа ибн Абулхайр-хан نوروز احمد بن سنجق بن ابو الخیر خان‎                                  | 1551—1556 |
| Верховный хан خان العليا‎                                                            | Пирмухаммад ибн Джанибек ибн Ходжа Мухаммад ибн Абулхайр-хан پیر محمد خان بن جانی بیگ‎                             | 1556—1561 |
| Верховный хан خان العليا‎                                                            | Искандар ибн Джанибек ибн Ходжа Мухаммад ибн Абулхайр-хан اسکندر بن جانی بیگ‎                                      | 1561—1583 |
| Верховный хан خان العليا‎ Buzurg Khan بزرگ خان‎ Abdullah Khan Uzbek عبد الله خان ازبک‎ | Абдуллах ибн Искандар ибн Джанибек ибн Ходжа Мухаммад ибн Абулхайр-хан عبد الله خان بن اسکندر‎                     | 1583—1598 |
| Хан خان‎                                                                             | Абдулмумин ибн Абдуллах ибн Искандар ибн Джанибек ибн Ходжа Мухаммад ибн Абулхайр-хан عبد المومن بن عبد الله خان ‎ | 1598      |
| Хан خان‎                                                                             | Пирмухаммад ибн Сулейман ибн Джанибек ибн Ходжа Мухаммад ибн Абулхайр-хан پیر محمد خان بن سلیمان خان بن جانی بیگ‎  | 1598—1601 |